# Jean-Jacques Nkouloukidi
Jean-Jacques Nkouloukidi (né le 15 avril 1982 à Rome) est un athlète italien spécialiste de la marche. 

## Biographie
Le père de Jean-Jacques Nkouloukidi est originaire du Congo et sa mère de Haïti, tous les deux naturalisés Italiens.
Son club est les Fiamme Gialle.

## Performances
Son meilleur résultat chronométrique sur 20 km marche est de 1 h 21 min 45 s, obtenu à Tcheboksary lors de la 23e Coupe du monde de marche de l'IAAF (19e) en mai 2008.
Lors de Daegu 2011, il bat son record sur 50 km en 3 h 52 min 35.

## Palmarès
Jean-Jacques Nkouloukidi a terminé 3e de la Coupe d'Europe de marche 2009 à Metz.
Il remporte le championnat d'Italie 2009 à Borgo Valsugana en 1 h 25 min 18 s.